# Comté de Kane (Illinois)
Pour les articles homonymes, voir Comté de Kane.
Le comté de Kane, en anglais : Kane County, est l'un des comtés de l'État de l'Illinois. Le siège du comté se situe à Geneva. Il fait partie de l'aire métropolitaine de Chicago.
La population totale du comté s'élevait à 515 269 habitants en 2010, estimée à 534 667 habitants en 2017.